# Wrightsville (Pensilvania)
Wrightsville es un borough ubicado en el condado de York en el estado estadounidense de Pensilvania. En el año 2000 tenía una población de 2.233 habitantes y una densidad poblacional de 1,379.5 personas por km².

## Geografía
Wrightsville se encuentra ubicado en las coordenadas 40°01′28″N 76°31′52″O / 40.02444, -76.53111.

## Demografía
Según la Oficina del Censo en 2000 los ingresos medios por hogar en la localidad eran de $37,379 y los ingresos medios por familia eran $47,083. Los hombres tenían unos ingresos medios de $33,587 frente a los $23,073 para las mujeres. La renta per cápita para la localidad era de $18,711. Alrededor del 5.8% de la población estaba por debajo del umbral de pobreza.